# Lijst van Arabische woorden in de Nederlandse taal
Dit is een lijst van woorden van Arabische oorsprong die in het Nederlands gebruikt worden.

### A
abrikoos -
admiraal -
alambiek -
albatros -
alchemie -
algebra -
Allah -
alcohol -
alkalisch -
alkoof -
almanak -
amber -
arsenaal -
artisjok -
aubergine -
averij -
azuur -
azimut

### B
bark -
benzine -
benzoë -
boerka

### C
caravan -
chemie -
cijfer -
civetkat

### D
divan -
douane -
dragon

### E
elixer -
emir

### F
fakir -
fanfare -
fennek

### G
gaas (weefsel) -
gazelle -
gerbil -
giraf -
gitaar

### H
halal -
haram -
harem -
hasjiesj -
henna -
hidjab -
hidjra

### J
jasmijn -
jerboa -
jihad

### K
kabel -
kaffer -
kalief -
kamfer -
kandij -
kappertje -
karaat -
karaf -
karmijn -
katoen -
koffie -
kohl -
komijn -
Koran -
kurkuma

### L
lak/lakwerk -
limoen -
lila -
luit

### M
macramé -
maffia -
magazijn -
masker -
matras -
moesson -
mohair -
moirépatroon -
mokka -
mousseline -
moslim -
muezzin -
mummie

### N
nadir -
natron -
nikab

### O
oranje

### P
piekeren

### Q
qat

### R
racket -
razzia

### S
safari -
saffraan -
schaak/schaken -
scharlaken -
siroop -
soda -
sofa -
sorbet -
spinazie -
stroop -
sultan -
suiker -
Swahili

### T
taboulé -
taifoen -
talisman -
talk -
tamarinde -
tamboer -
tarief -
tarra -
tas -
tazza -
tonijn -
tyfoon

### V
varaan -
vizier

### Z
zenit -
zero -
zirkoon